# 增失根
增根（或伪解）是指通过问题求解过程产生，但并非原问题有效解的答案。而失根则是指本应存在的有效解在求解过程中丢失。这两种情况通常源于对变量执行了不可逆的操作，导致逻辑推理链无法双向成立。

## 增根
代數的基本原則之一，是在不改變方程式的解的情況下，用相同的式子乘以方程式的兩邊。然而，嚴格來說，這是不正確的，因為乘以相同的式子可能會產生原方程式沒有出現的解。下面是一个会产生增根的方程的例子：
{\displaystyle {\frac {1}{x}}={\frac {2}{x}}}
等式两边乘以{\displaystyle x^{2}}，得
{\displaystyle x=2x}
得{\displaystyle x=0}
但将{\displaystyle x=0}代入原方程中，得
{\displaystyle {\frac {1}{0}}={\frac {2}{0}}}
此时，出现了分母为零的情况，所以这是一个增根，是等式两边乘以零所致。

## 失根
下面是一个可能失根的方程的例子：
{\displaystyle x^{2}=2x}
运算时可能错误地将两边除以{\displaystyle x}，得
{\displaystyle x=2}
这个根固然是正确的，但忽略了另一个正确的根{\displaystyle x=0}，是等式两边除以零所致。